# 科托夫卡 (別列佐夫卡區)
47°20′23″N 30°46′48″E / 47.33972°N 30.78000°E
科托夫卡（烏克蘭語：Котовка）是位於烏克蘭西南部的村莊，由敖德萨州贝雷济夫卡区的貝雷濟夫卡市鎮負責管轄。該村始建於1910年，面積0.58平方公里，海拔高度128米，2001年人口95，人口密度每平方公里163.51人。